# Deutscher Flutlichtpokal
Der Deutsche Flutlichtpokal war ein 1957 und 1958 zwei Mal ausgetragener privater Einladungswettbewerb im Fußball, an dem Vereine mit Spielstätten mit damals neuartigem Flutlicht teilnahmen. Gestiftet von Ludwig Mohler, dem Präsidenten von Kickers Offenbach, sollten die Spiele als lukrative Einnahmequelle dienen, da Flutlichtspiele Mitte der 1950er Jahre bis zu 40.000 Zuschauern angezogen hatten. Nach zwei Ausgaben wurde der Wettbewerb, bei dem eine der Meisterschale ähnliche Silberschale als Trophäe ausgelobt war, aber mangels Zuschauerzuspruchs wieder eingestellt.

## Regeln
Die Spiele wurden jeweils in 90-minütigen Hin- und Rückspielen unter Flutlicht ausgetragen. Das Team mit den meisten erzielten Toren in beiden Partien zog dabei in die nächste Runde ein. Wurden in den zwei Spielen von den beiden Mannschaften die gleiche Anzahl an Toren erzielt, wurde das Eckenverhältnis, eine Einzigartigkeit im deutschen Fußball, zur Hilfe gezogen.

## Geschichte
1957 wurde der Pokal vom damaligen Präsidenten der Offenbacher Kickers gestiftet. Acht Oberligavereine, deren Stadien über Flutlichtanlagen verfügten, sollten den Pokal untereinander ausspielen.

### Flutlichtpokal 1957
Sieger: Eintracht Frankfurt
Teilnehmende Mannschaften:
- Eintracht Frankfurt
- FSV Frankfurt
- Kickers Offenbach
- FC Schalke 04
- TSV 1860 München
- Preußen Münster
- Fortuna Düsseldorf
- Viktoria 89 Berlin

#### Erste Runde
- Eintracht Frankfurt - Fortuna Düsseldorf (Hinspiel 3:1, Rückspiel 2:3)[2]
- TSV 1860 München - FC Schalke 04  (Hinspiel 4:1, Rückspiel 0:6)[3]

#### Halbfinale
- Preußen Münster – Eintracht Frankfurt (Hinspiel: 1:2 in Münster; Rückspiel: 3:6 in Offenbach)
- FSV Frankfurt – Schalke 04 (3:4 in Gelsenkirchen)

#### Finale
- Schalke 04 – Eintracht Frankfurt (Hinspiel: 3:3 in Gelsenkirchen; Rückspiel: 0:0 in Frankfurt)

Vor 18.000 Zuschauern beim Rückspiel standen die beiden Torhüter Egon Loy auf Frankfurter und Manfred Orzessek auf Schalker Seite im Mittelpunkt. Groteske Szenen spielten sich auf den Zuschauertribünen ab, als mit zunehmender Spieldauer die sich mehrenden Frankfurter Ecken bejubelt wurde, da das Eckenverhältnis als entscheidenden Kriterium zur Siegerermittlung herangezogen wurde.
Durch das bessere Eckenverhältnis von 8:6 gewann Eintracht Frankfurt den ersten Deutschen Flutlichtpokal.

### Flutlichtpokal 1958
Sieger: Kickers Offenbach (OFC)
Teilnehmende Mannschaften u. a.:
- Kickers Offenbach (OFC)
- Wuppertaler SV
- SC Concordia Hamburg
- Holstein Kiel
- Preußen Münster
- Eintracht Braunschweig
- Phönix Lübeck
- Eintracht Frankfurt
- Viktoria 89 Berlin

Vorrunde (Auszug):

OFC – Wuppertaler SV 4:1

SC Concordia Hamburg – OFC 1:3

OFC – SC Concordia Hamburg 7:1

Wuppertaler SV – OFC 2:3
Holstein Kiel - Preußen Münster 3:1
28.05.1958 Eintracht Frankfurt –Eintracht Braunschweig 1:2 (1:1)

01.06.1958 Eintracht Braunschweig – Viktoria 89 Berlin 3:1 (0:0)

07.06.1958 Eintracht Frankfurt - Viktoria 89 Berlin 6:3 (2:1)

14.06.1958 Eintracht Braunschweig – Eintracht Frankfurt 0:3 (0:2)

17.06.1958 Viktoria 89 Berlin - Eintracht Frankfurt 4:3 (0:2)

28.06.1958 Viktoria 89 Berlin – Eintracht Braunschweig 3:4 (1:1)

Abschlusstabelle Gruppe C

1. Eintracht Braunschweig 4 3 0 1 9:8 6:2

2. Eintracht Frankfurt 4 2 0 2 13:9 4:4

3. Viktoria 89 Berlin 4 1 0 3 11:16 2:6
Halbfinale:

OFC – Holstein Kiel 4:2

01.08.1958 Eintracht Braunschweig – Phönix Lübeck 8:0
Finale:

08.08.1958 OFC – Eintracht Braunschweig 5:3 (3:0)
Die Offenbacher Kickers bestritten das Endspiel im heimischen Stadion am Bieberer Berg vor knapp 10.000 Zuschauern. Der Anpfiff verzögerte sich um eine halbe Stunde, da die Ausrüstung der Braunschweiger Gäste beim Umstieg am Bahnhof Kreiensen nicht in den nach Frankfurt fahrenden Zug umgeladen worden war. Daraufhin spielte die Mannschaft zunächst in von den Offenbachern geliehenen Trikots und Schuhen. Beim 0:3-Halbzeitstand wechselten die Braunschweiger in ihre mittlerweile angekommene Ausrüstung und egalisierten mit drei Toren zwischen der 56. und 66. Spielminute den Spielstand, ehe die Offenbacher durch Tore von Hermann Nuber und Engelbert Kraus den 5:3-Endstand herausschossen. Bei der Siegerehrung erhielten die siegreichen Kickers-Spieler aus den Händen von Hans Recker, dem Spielausschussvorsitzenden des Süddeutschen Fußball-Verbandes eine Silberschale als Trophäe.